# South Rockwood
South Rockwood es una villa ubicada en el condado de Monroe en el estado estadounidense de Míchigan. En el Censo de 2010 tenía una población de 1675 habitantes y una densidad poblacional de 262,68 personas por km².

## Geografía
South Rockwood se encuentra ubicada en las coordenadas 42°3′41″N 83°15′32″O / 42.06139, -83.25889. Según la Oficina del Censo de los Estados Unidos, South Rockwood tiene una superficie total de 6.38 km², de la cual 6.08 km² corresponden a tierra firme y (4.63%) 0.3 km² es agua.

## Demografía
Según el censo de 2010, había 1675 personas residiendo en South Rockwood. La densidad de población era de 262,68 hab./km². De los 1675 habitantes, South Rockwood estaba compuesto por el 95.4% blancos, el 2.27% eran afroamericanos, el 0.24% eran amerindios, el 0.42% eran asiáticos, el 0% eran isleños del Pacífico, el 0.36% eran de otras razas y el 1.31% pertenecían a dos o más razas. Del total de la población el 4.06% eran hispanos o latinos de cualquier raza.